# Anders Adolf Retzius

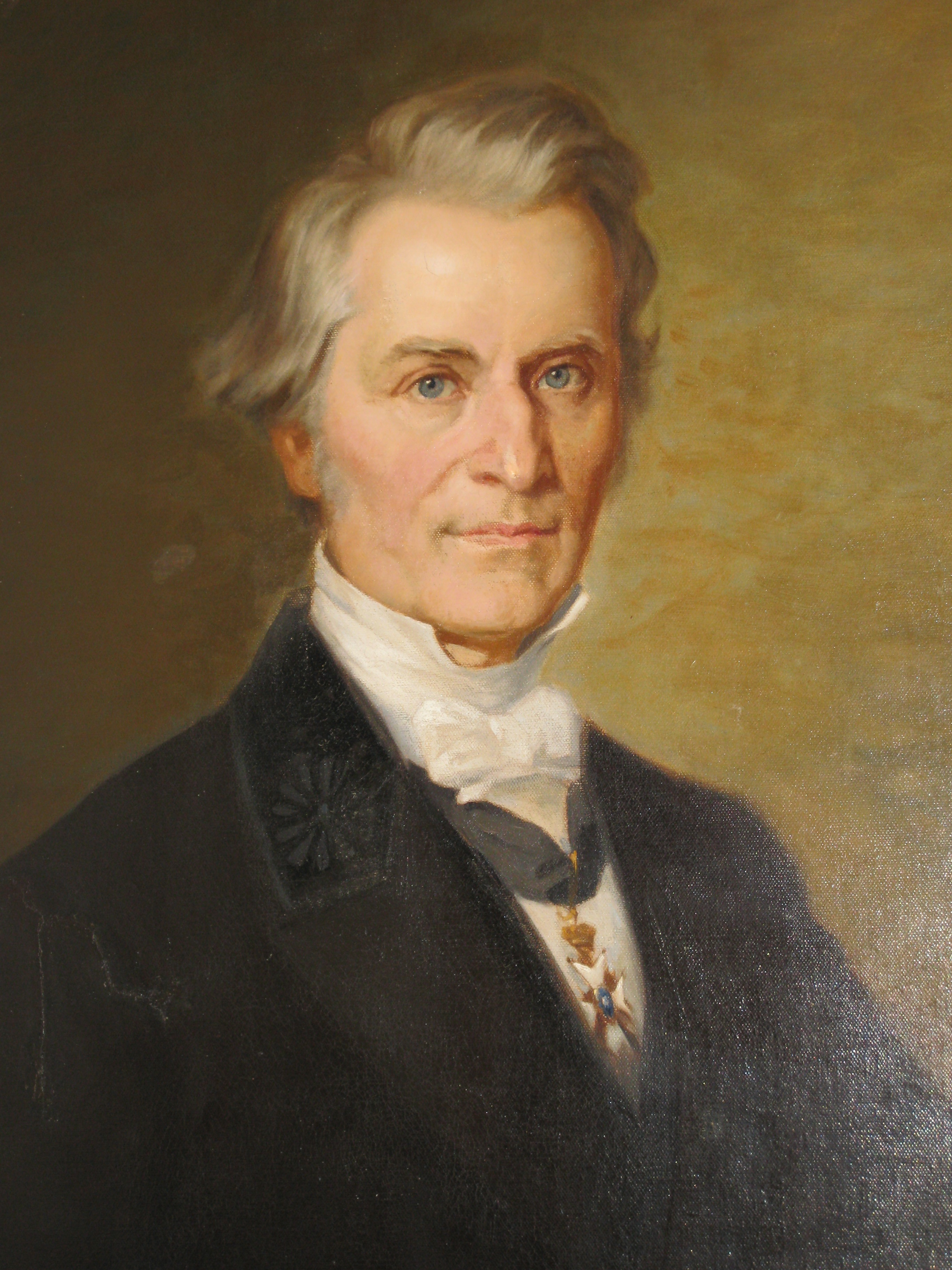
Anders Retzius

Anders Adolf Retzius (* 13. Oktober 1796 in Lund; † 18. April 1860 in Stockholm) war ein schwedischer Anatom und Anthropologe.

## Leben
Schon in seiner Kindheit wurde Retzius von seinem Vater Anders Jahan Retzius (1742–1821) mit der Naturgeschichte vertraut gemacht, insbesondere mit der Zoologie. Während seines Medizinstudiums in Lund und Kopenhagen stand er unter dem Einfluss des Anatomen Arvid Henrik Florman (1761–1840), der ihn in die Methoden der Präparation einführte.
Im Jahre 1816 verbrachte Retzius ein Studienjahr in Kopenhagen und befreundete sich mit dem Anatomen Ludwig Levin Jacobson (1783–1843), dem Physiker Hans Christian Ørsted (1777–1851) und dem Zoologen Johan Christopher Hagemann Reinhardt (1776–1845). Nach seiner Rückkehr nach Lund beendete er dort sein Medizinstudium. 1817 erhielt er das Medizin licentiat und wurde 1818 zum kirurgie magister ernannt. 1819 legte er seine Dissertation über die Anatomie der Knorpelfische (Katzenhai) vor (Observationes in anatomiam chondropterygium praecipue Squali et rajae generum).
Retzius diente als Militärarzt, zuerst in Schonen, später in Jämtland. 1823, vier Jahre nach seinem Doktorat, wurde Retzius Professor für Veterinärmedizin am Veterinär-Institut in Stockholm, wo er ein Anatomisches Museum gründete. Seit 1824 war er Lehrer der Anatomie am Karolinska-Institut, 1824 stellvertretender Professor (1830 zugleich Inspektor), das er als ordentlicher Professor der Anatomie von 1840 bis zu seinem Tode am 18. April 1860 leitete.

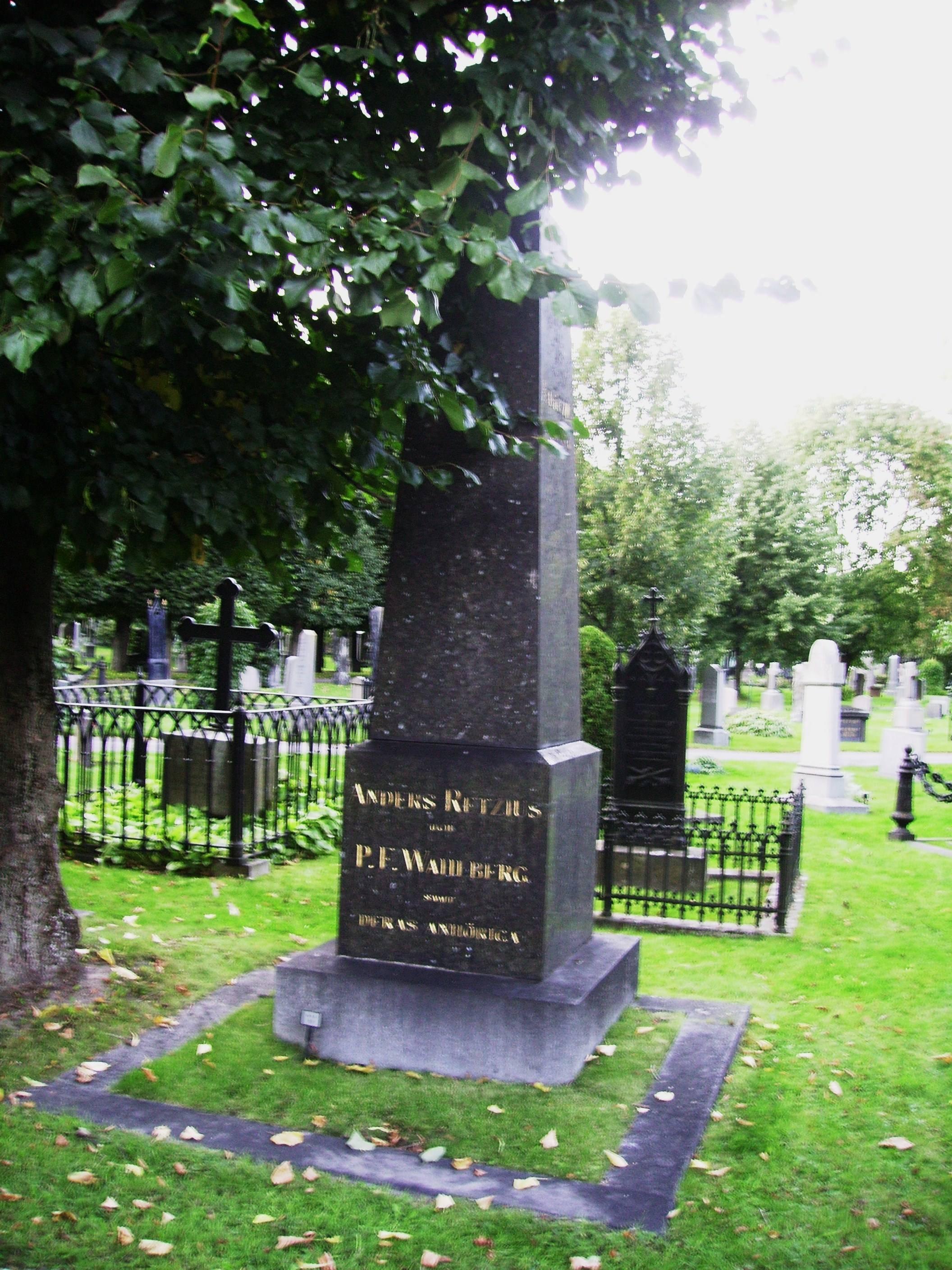
Grabstätte Anders Adolf Retzius’ auf dem Norra begravningsplatsen in Stockholm

Anders Retzius heiratete 1835; seine zweite Frau, die Mutter von Magnus Gustaf Retzius (1842–1919), war Emilia Sofia Wahlberg, eine Schwester des Botanikers und Entomologen Peter Fredrik Wahlberg (1800–1877). Anders Adolf Retzius war Mitglied vieler wissenschaftlicher Gesellschaften im In- und Ausland.

## Wirken

### Beiträge zur Anatomie

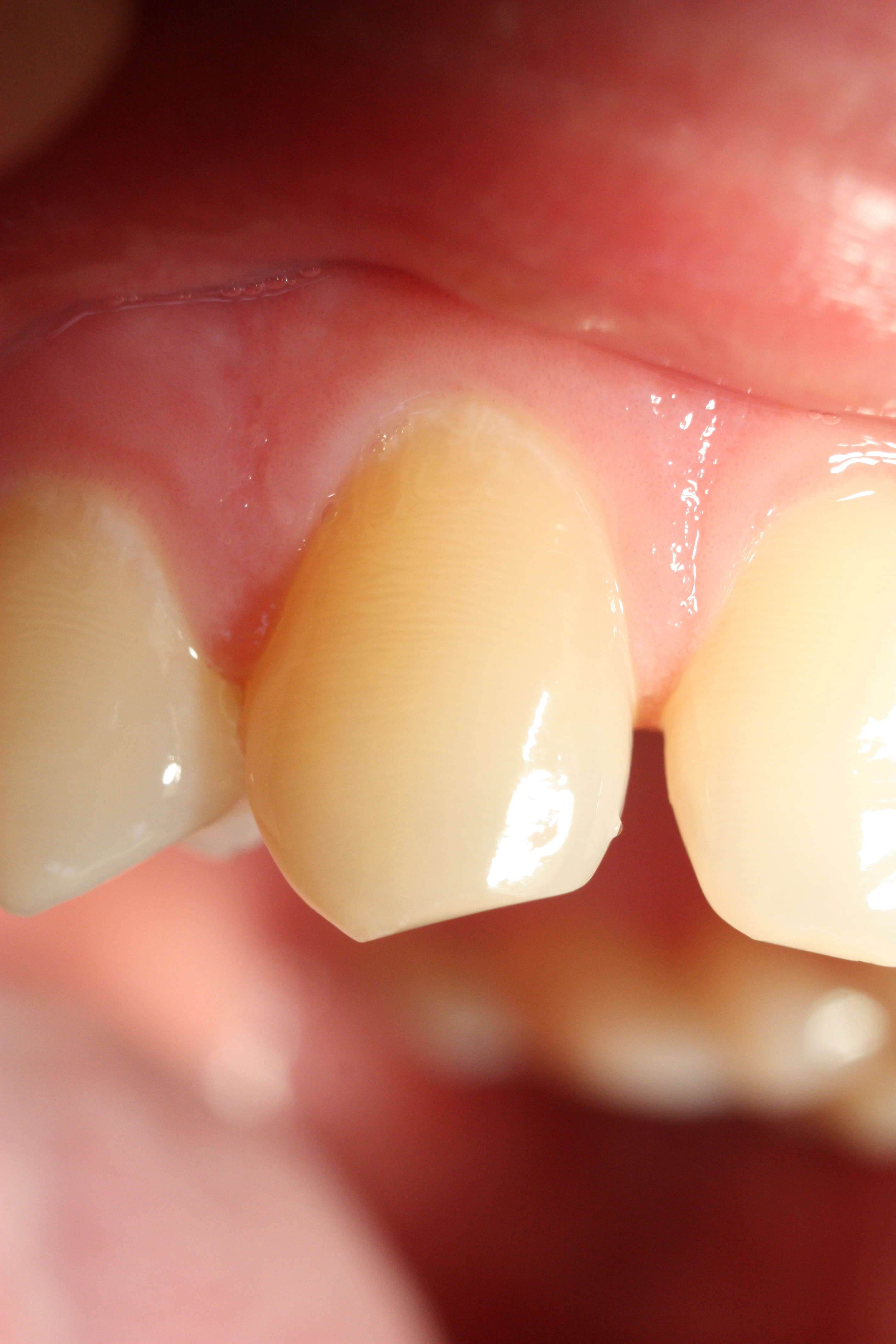
Oberkiefer-Frontzahn, bei dem die Retzius-Streifen in der vollen Bildauflösung gut zu erkennen sind

Retzius gilt als Pionier der Vergleichenden Anatomie in Schweden. Daneben gehören seine Arbeiten über den direkten Zusammenhang zwischen spinalem und sympathischem Nervensystem zu den bekanntesten Leistungen über die Anatomie des Menschen. Schon während seiner Studien für seine Dissertation beschrieb er die inneren Organe der Knorpelfische. Später, im Jahre 1822 und 1824, veröffentlichte er Arbeiten über die Schleimaale (Myxinoida). Zusammen mit Johannes Peter Müller (1801–1858) führte er Untersuchungen über die Morphologie der Lanzettfischchen (Amphioxiformes) durch. Die Ergebnisse präsentierte Müller 1841 der Berliner Akademie der Wissenschaften.
1833, anlässlich eines Kongresses in Breslau, führte Jan Evangelista Purkinje (1787–1869) ihn in die Technik des Mikroskopierens ein, wodurch sich für Retzius neue Forschungsbereiche, insbesondere über die histologische Struktur und Entwicklung der Zähne verschiedener Tierarten, ergaben. Weitere Forschungsgebiete finden sich in der makroskopischen Anatomie, vor allem der Skelettmuskulatur sowie des Kreislauf- und Nervensystems, ebenso in der topografischen Anatomie und der physischen Anthropologie.
Die meisten seiner Werke wurden im Archiv für Anatomie und Physiologie, in Notizen aus dem Gebiete der Natur- und Heilkunde sowie im Archiv für Anatomie, Physiologie und Wissenschaftliche Medicin veröffentlicht.

### Beiträge zur Anthropologie
Ein Charakteristikum der Medizin des Biedermeiers zwischen 1830 und 1850, dessen Geist Retzius geprägt hat, ist die Erfahrungssüchtigkeit der noch „vorexperimentellen“ Medizin. Bevorzugt wird die deskriptive Methode des Vergleichs in der Anatomie. Man sucht empirische Gesetze aufzufinden und sichert sie, wenn möglich, numerisch ab. Dies tut auch Retzius in seinen anthropologischen Studien, indem er den Schritt von einer damals noch „pseudowissenschaftlichen“ Anthropologie zur Quantifizierung ihrer Aussagen vollzieht.

### Beiträge zur Kraniometrie
Retzius entwickelte Klassifikationen verschiedener Körpermerkmale ethnisch unterschiedlicher Gruppen Europas. Sein Material gewann Retzius aus prähistorischen Gräbern Skandinaviens sowie durch Reisen, die ihm die vielfältigen Variationen der Schädelformen europäischer Ethnien vor Augen führten. Er entwickelte 1840 ein Messverfahren zur Erfassung derartiger Merkmale. Mit seinem „Zephalo-Index“ wies er nach, dass universell zwei differente Schädeltypen existieren: der dolichozephale und der brachyzephale.
Auf diese Weise gelang es Retzius, verschiedene Ausprägungen unterschiedlicher Körpermerkmale quantitativ zu erfassen und dafür einen mathematischen Ausdruck zu finden. Aus seiner Arbeit geht die physikalische Anthropologie als neue Wissenschaft hervor. Die prähistorischen Schädel, die Retzius ausgemessen hat, finden sich in dem von ihm gegründeten Museum der normalen und pathologischen Anatomie in Stockholm.

## Mitglied wissenschaftlicher Gesellschaften
- 1821: Kungliga Vetenskaps- och Vitterhetssamhället i Göteborg (Ehrenmitglied seit 1855)
- 1822: Königliche Physiographische Gesellschaft in Lund
- 1826: Militär-Akademie (Krigsvetenskapsakademien)
- 1826: Königlich Schwedische Akademie der Wissenschaften
- 1832: Königliche Gesellschaft der Wissenschaften in Uppsala
- 1834: Königlich Schwedische Akademie für Landwirtschaft (Lantbruksakademien) (wo er Berichterstatter der Landwirtschaftlichen Abteilung war) und
- 1839: Akademien för de fria konsterna (Dort wird er als Professor für Histologie erwähnt.)
- 1842: Preußische Akademie der Wissenschaften
- 1859: Leopoldina[1]

## Eponyme

### Anatomie
- Retzius-Körper
- Retzius-Streifen
- Retzius-Gyrus, Gyrus intralimbicus
- Retzius (Hohlraum), retropubischer Raum, Cavum retzii, spatium retropubicum.
- Retzius’sche Venen: Anastomosen kleiner Venen in Darmwand und Mesenterium, der Vena portae und der Vena cava inferior. (Portokavale Anastomosen).

### Auszeichnungen
Retzius' Schwiegertochter Anna Hierta-Retzius stiftete 1910 die von der Schwedischen Gesellschaft für Anthropologie und Geographie verliehene Anders-Retzius-Medaille. 2015 beschloss die Gesellschaft jedoch, die Vergabe der Medaille einzustellen, da sie es als nicht mehr angemessen ansah, eine Auszeichnung nach Retzius zu benennen. So habe seine Forschung der Entwicklung von Rassentheorien gedient und er habe im Zuge dessen Schädel problematischer Herkunft gesammelt. Die Schwedische Medizinische Gesellschaft (Svenska Läkaresällskapet) benannte ebenfalls eine Auszeichnung nach ihm.

## Werke (Auswahl)
- Über die Schädelformen der Nordbewohner. In: Archiv für Anatomie, Physiologie und wissenschaftliche Medicin. Berlin 1845, S. 84–129.
- Bemerkungen über den inneren Bau der Zähne, mit besonderer Rücksicht auf den im Zahnknochen vorkommenden Röhrenbau. In: Archiv für Anatomie, Physiologie und wissenschaftliche Medicin. Berlin 1837, S. 486–566.
- Ueber das Ligamentum pelvoprostatikum oder den Apparat, durch welchen die Harnblase, die Prostata und die Harnröhre an der unteren Beckenöffnung befestigt sind. In: Müller's Arch. Anat. Physiol. Wiss. Med. Jahrgang 1849, S. 182–196.